# Bhesa sinica
Bhesa sinica е вид растение от семейство Centroplacaceae. Видът е критично застрашен от изчезване.

## Разпространение
Разпространен е в Китай (Гуанси).